# São Jorge (ser)

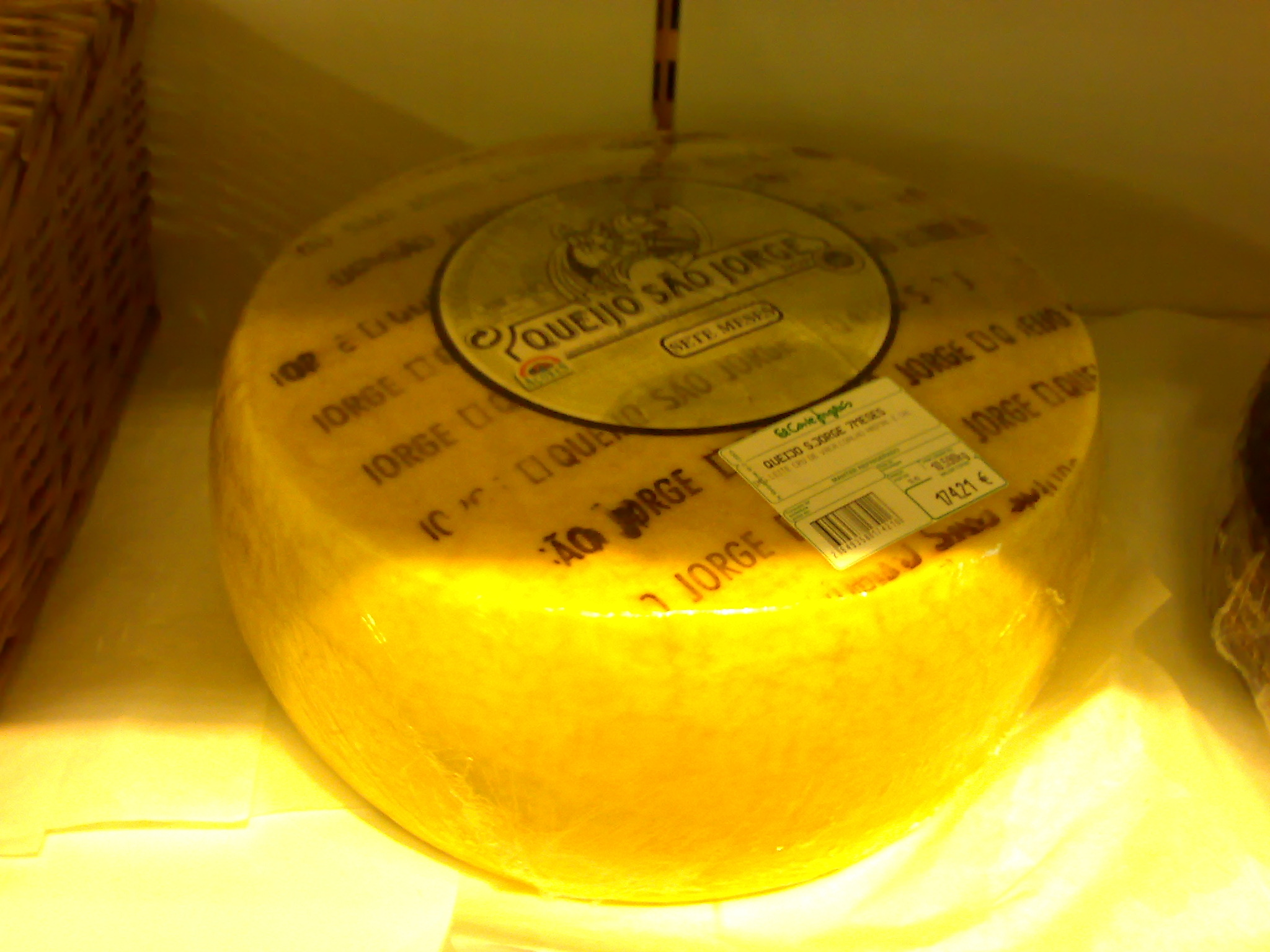
Krąg sera São Jorge

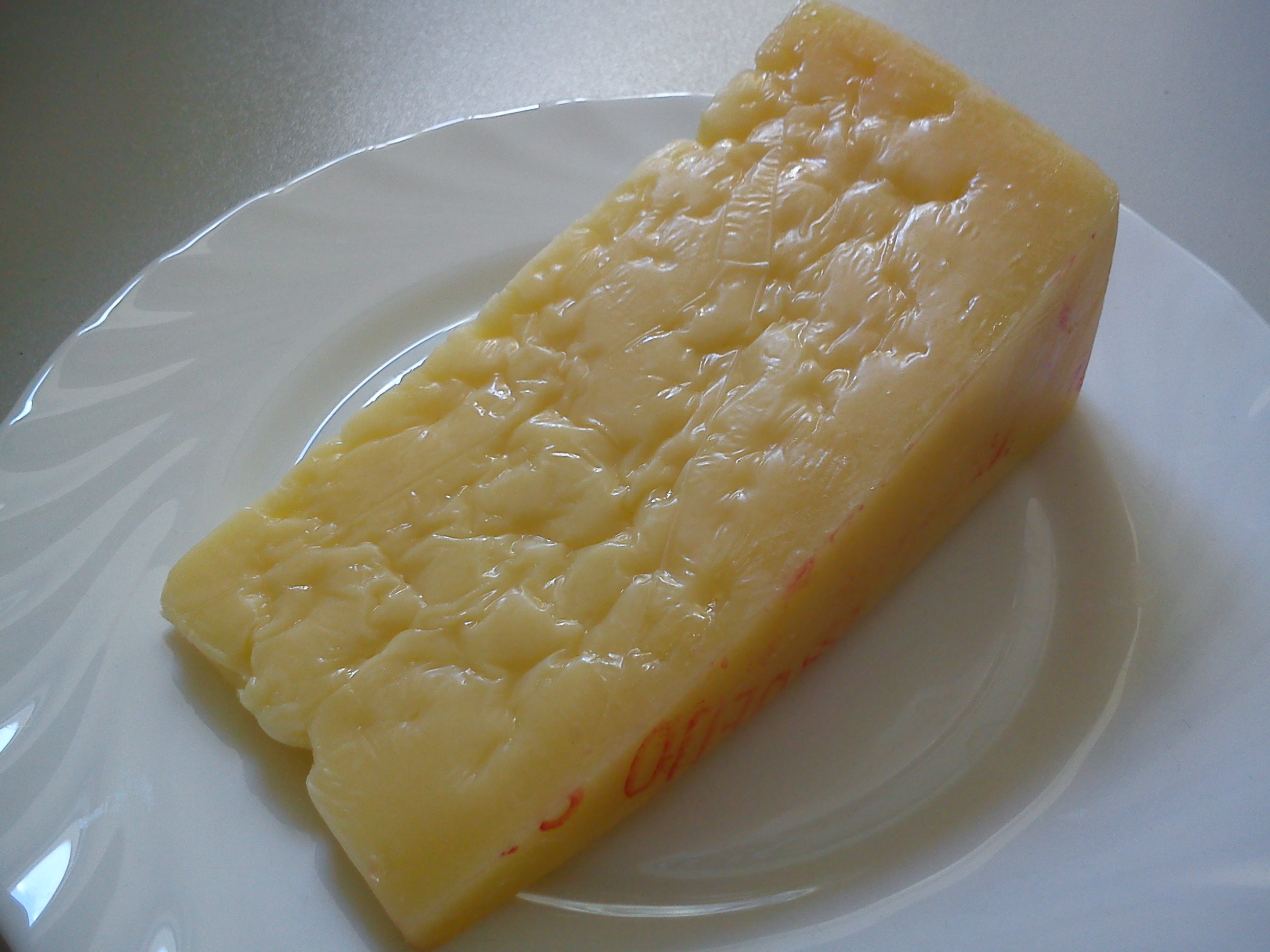
Wycinek sera czteromiesięcznego

São Jorge (port. Queijo São Jorge) – portugalski ser produkowany na Azorach, na wyspie São Jorge. Posiada oznaczenie pochodzenia geograficznego produktów rolnych w Unii Europejskiej.

## Opis
Ser produkuje się z niepasteryzowanego mleka krowiego. Rocznie certyfikuje się 1800 ton produktu, który powstaje dzięki wypasowi na znakomitych pastwiskach, które znajdują się na wyspie. Smak ser zawdzięcza kompozycji ziół, traw i roślin strączkowych, występujących na tych terenach.
Produkcja sera São Jorge odbywa się w drodze kooperacji spółdzielczej i jest jednym z filarów gospodarki wyspy, mimo zdarzających się przypadków naruszania norm. Smak jest zrównoważony, aromat lekko korzenny i pogłębia się wraz z wiekiem.

## Cechy
- forma: kręgi o średnicy od 25 do 35 cm, wysokość: 10-15cm, waga kręgu: 8-12 kg,
- kolor ciemnożółty, konsystencja zwięzła, oczka małe,
- aromat i smak: mocny bukiet, zrównoważony, lekko pikantny,
- tłuszcz: 45%,
- wilgotność: 49% do 63%.